# Piotr Semenenko
Piotr Semenenko (Dzięciołowo, Voivodato de Podlaquia, 16 de junio de 1814-París, 18 de noviembre de 1886) fue un prelado católico polaco, uno de los miembros del grupo de fundadores de la Congregación de la Resurrección y cofundador de las Hermanas de la Resurrección de Nuestro Señor Jesucristo.

## Biografía
Piotr Semenenko nació en la localidad de Dzięciołowo, en el Voivodato de Podlaquia, en Polonia, que por entonces hacía parte del Imperio ruso, en el seno de una familia burguesa. Su padre era de origen católico y su madre calvinista. Sus primeros estudios los realizó en Bialystok y luego la educación superior en la Universidad de Vilna. A pesar de su corta edad, participó en el Levantamiento de Noviembre, durante la revolución de 1830, contra el dominio ruso de Polonia. Al fracaso de la revolución, tuvo que refugiarse en Prusia.
Semenenko, en 1831, se traslada a París, donde se une a una comunidad de emigrantes polacos. En 1832 entró a formar parte del partido político Sociedad Democrática Polaca (Towarzystwo Demokratyczne Polskie), fundada en París por Tadeusz Krepowiecki. Escribió varios artículos en revistas de emigración polaca y en la Tribune de París. En esta época empezó un interés por estudiar teología. Razón por la cual conoció a Bogdan Jański, con quien más adelante, fundó la Congregación de la Resurrección para la atención pastoral de los emigrantes polacos en París. En 1840, el grupo de fundadores viaja a Roma para estudiar filosofía y teología en el Collegio Romano. En 1841 fue ordenado sacerdote.
Luego de varios años de trabajos pastorales en favor de los emigrantes polacos, Semenenko decide dar inicio a la rama femenina, es así que en 1882, da inicio, junto a Celina Chludzińska Borzęcka, a las Hermanas de la Resurrección de Nuestro Señor Jesucristo para la educación de los hijos de los emigrantes. Murió en París el 18 de noviembre de 1886.

## Culto
El proceso informativo para la causa de beatificación y canonización de Piotr Semenenko fue introducido en la arquidiócesis de París el 20 de enero de 1955y su causa aún está en curso. En la Iglesia católica recibe el título de siervo de Dios.